# Glenn McMillan
Glenn Aguiar McMillan, bardziej znany jako Glenn McMillan (ur. 5 października 1984 w São João da Boa Vista) – brazylijsko-australijski aktor telewizyjny i filmowy.

## Życiorys

### Wczesne lata
Urodził się i wychował w São João da Boa Vista z dwiema starszymi siostrami jako syn Brazylijki i Australijczyka z Adelaide. Jego rodzice poznali się, gdy jego ojciec został wysłany na wymianę studencką w wieku 17 lat. Kiedy miał cztery lata, jego rodzice przeprowadzili się do Australii, gdzie rozpoczęli karierę w biznesie i nieruchomościach.

### Kariera
Mając 11 lat zadebiutował na deskach Theatre Company State of South Australia w sztuce Luigi Pirandello Sześć postaci w poszukiwaniu autora, grając rolę młodego chłopaka. Sławę zawdzięcza roli Waldo „Dustina” Brooksa (Yellow Wind Ranger) w serialu Power Rangers Ninja Storm (2003) i Power Rangers Dino Grzmot (2004).

## Wybrana filmografia

### Filmy fabularne
- 1999: Sally Marshall Is Not an Alien jako Ben Handleman
- 2004: Zenon: Z3 jako Bronley Hale
- 2011: Swerve jako saksofonista

### Seriale TV
- 1999: Chuck Finn jako Theodore „Tiny” Maloney
- 2003: Power Rangers Ninja Storm jako Waldo „Dustin” Brooks / Yellow Wind Ranger
- 2004: Dziwne przypadki w Blake Holsey High jako chłopak w kinie
- 2004: Power Rangers Dino Grzmot jako Waldo „Dustin” Brooks / Yellow Wind Ranger
- 2012: Pani Biggs (Mrs Biggs) jako Adauto Agallo
- 2013–2015: Wonderland jako Carlos dos Santos